# ماریو استرویکنز
ماریو استرویکنز (انگلیسی: Mario Stroeykens؛ زادهٔ ۲۹ سپتامبر ۲۰۰۴) بازیکن فوتبال اهل بلژیک است که در حال حاضر برای باشگاه فوتبال اندرلشت بازی می‌کند. 
از باشگاه‌هایی که در آن بازی کرده است می‌توان به باشگاه فوتبال اندرلشت اشاره کرد.
وی همچنین در تیم‌های ملی فوتبال زیر ۱۷ سال بلژیک، زیر ۱۸ سال بلژیک، زیر ۱۹ سال بلژیک، و زیر ۲۱ سال بلژیک بازی کرده است.